# Barri del Segle XX
El Segle XX és un barri de Terrassa, a l'extrem nord-oriental del districte 3 o del Sud, situat al marge dret del torrent de Vallparadís. Té una superfície de 0,73 km² i una població de 7.190 habitants el 2021.
Està limitat al nord per la carretera de Montcada, al sud per l'avinguda de Santa Eulàlia, a l'est pel parc de Vallparadís i a l'oest per la Rambleta del Pare Alegre, inici de l'autopista C-58 a Barcelona.

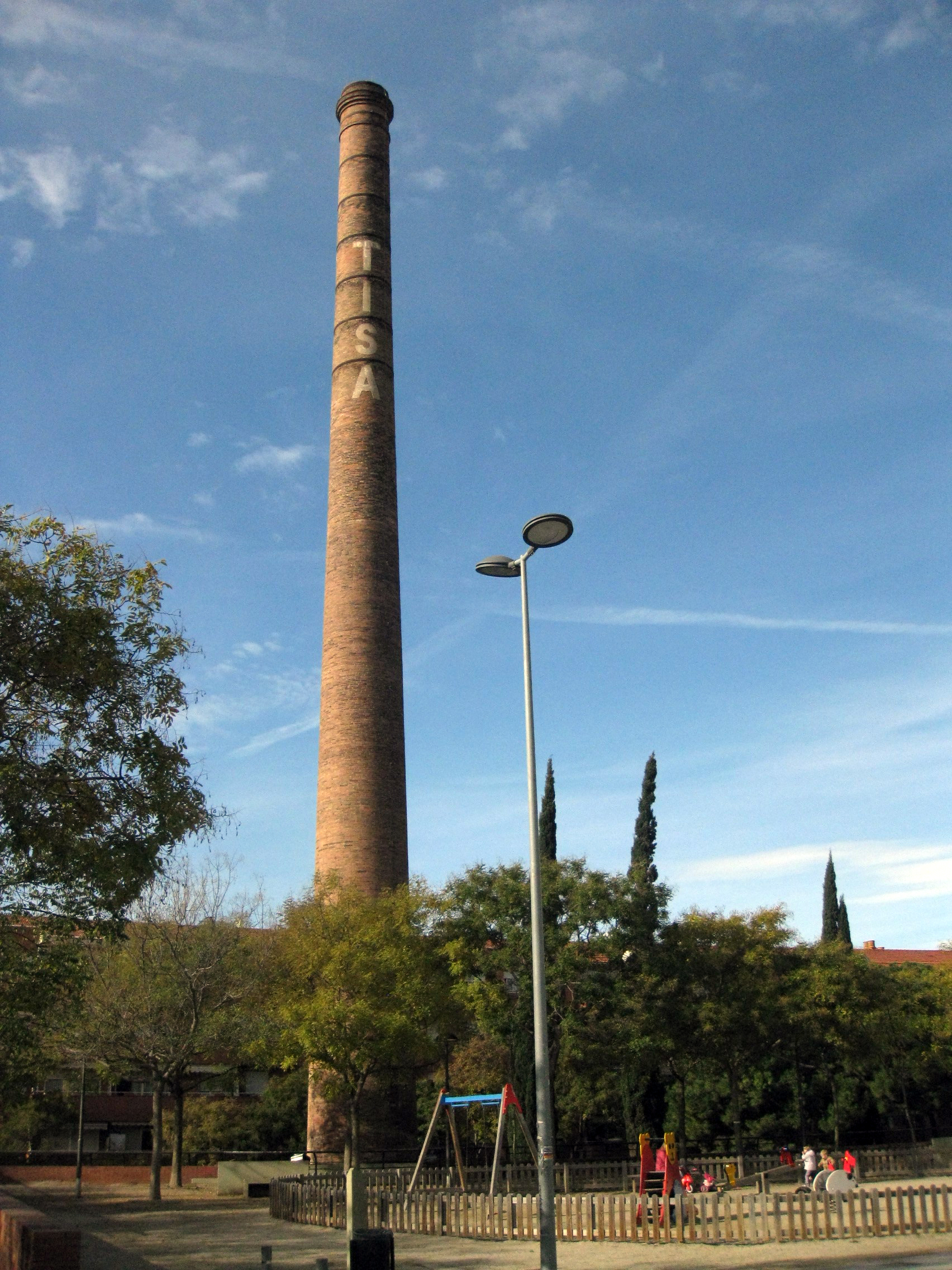
Xemeneia de l'antiga fàbrica Terrassa Industrial

Té parròquia pròpia, a l'església de Sant Valentí, que sobrepassa els límits del barri i inclou també el de Can Jofresa. La festa major és l'últim diumenge de maig.
Acull l'estació d'autobusos de Terrassa i la biblioteca Salvador Utset, inicialment al carrer d'Avinyó i ara traslladada al carrer del Pare Font, inaugurada l'any 1972. Recentment s'hi ha instal·lat el centre comercial i d'oci anomenat Parc Central Segle XXI, a la cantonada entre les carreteres de Montcada i de Rubí.

## Història
El nom del barri prové de la plaça del Segle XX, topònim sense cap relació específica amb la ciutat. Havia de ser el polígon industrial de Terrassa del començament del segle xx i va acabar essent un conglomerat d'habitatges i d'indústries sense cap mena de control urbanístic. De fet, encara avui una gran part dels terrenys són ocupats per naus industrials i a la pràctica funciona com un més dels polígons industrials de la ciutat.
Les primeres cases es van aixecar prop dels carrers de Rubí (avui Pare Font), Ègara (avui Roger de Llúria) i Avinyó. La primera indústria que s'hi va instal·lar fou la fàbrica Vinyals, a la plaça del Segle XX.

## Llocs d'interès
- El parc de Vallparadís, el parc central de la ciutat.[4]
- La Columna Rostrata, escultura de Salvador Juanpere del 1992 que recorda els orígens romans de Terrassa, instal·lada a l'espai que va deixar lliure el soterrament de la via dels Ferrocarrils de la Generalitat, a la Rambleta del Pare Alegre. És fruit del programa Càtex-Entorn impulsat pels Amics de les Arts, que volia situar mostres d'escultura contemporània en quatre punts clau de la ciutat.
- L'església de Sant Valentí, projectada per l'arquitecte Joan Baca el 1973 i inaugurada el 1976 edifici adaptat a l'estil de la configuració industrial del barri. A la plaça del Segle XX.[5]
- Arxiu Històric de Terrassa, situat prop del Parc de Vallparadís al carrer Baldrich 268.[6]